# Алано ди Пјаве
Алано ди Пјаве (итал. Alano di Piave) је насеље у Италији у округу Белуно, региону Венето.
Према процени из 2011. у насељу је живело 1518 становника. Насеље се налази на надморској висини од 299 м.

## Становништво
Према резултатима пописа становништва 2011. у општини је живело 2.926 становника.
| 1931. | 1936. | 1951. | 1961. | 1971. | 1981. | 1991. | 2001. | 2011. |
| ----- | ----- | ----- | ----- | ----- | ----- | ----- | ----- | ----- |
| 3.695 | 3.169 | 3.399 | 3.030 | 2.557 | 2.499 | 2.521 | 2.773 | 2.926 |